# Bruno de Segni
Pour les articles homonymes, voir Saint Bruno.
Bruno de Segni, né à Solero près d'Asti entre 1040 et 1048 et mort le 23 juillet 1123 à Segni au Latium, est un moine bénédictin, théologien, abbé du Mont-Cassin et évêque de Segni. Il est reconnu comme saint par l'Église catholique romaine et célébré le 18 juillet d'après le Martyrologe romain.

## Formation
Après des études dans une école monastique près de Solero, il étudie à l'université de Bologne avant de devenir chanoine de Sienne. Au concile de Rome en 1079, il défend la doctrine catholique de l'eucharistie contre Bérenger de Tours qui y niait la présence réelle du Christ.

## Soutien de laréforme grégorienne
L'année suivante, le pape Grégoire VII, qui le tient en grande estime, le choisit comme évêque de Segni. Ensuite, selon les sources et les avis, il serait devenu cardinal en 1086 malgré un premier refus par humilité, ou bien qu'il aurait été seulement assimilé aux autres cardinaux en signant S.R.E. episcopus et cardinalis, ou bien encore que le diocèse de Segni n'admettait pas de cardinal.
Il partage et soutient l'ensemble des projets des papes pour la réforme de l'Église. Par ses écrits, il s'attaque à la simonie et combat les abus de l'investiture. Il est l'un des plus grands commentateurs bibliques de son époque et il est estimé par la curie romaine notamment des papes Victor III, Urbain II et dans un premier temps Pascal II.
En 1103, Il devient moine au Mont-Cassin, puis en est élu abbé quatre ans plus tard.
Après avoir entrepris une mission au royaume de France en 1106 pour le pape Pascal II, celui-ci le relèvera de ses fonctions d'abbé pour l'obliger à reprendre son siège épiscopal à la suite d'un désaccord au sujet du concordat de Sutri en 1111 lorsque Bruno et d'autres ecclésiastiques refuseront le texte attribuant au roi Henri V des marges d'autonomie jugées inacceptables (querelle des Investitures). Bien qu'il participa au synode du Latran en 1116, son influence fut par la suite moindre qu'auparavant.
Il est l'auteur de commentaires sur treize livres de la Bible ; d'une vie du pape Léon IX ; d'une autre de Pierre, évêque d'Anagni ; d'un traité sur les sacrements et d'un autre sur l'eucharistie. Cent quarante-cinq homélies et six recueils de préceptes ont été conservés.